# لويس سيرا
لويس سيرا (بالإسبانية: Luis Pedro Serra)‏ هو دراج أوروغواياني، ولد في 21 أكتوبر 1934 في سان خوسيه دي مايو ‏ في الأوروغواي، وتوفي في 2 أكتوبر 1992.

## وصلات خارجية
- لويس سيرا على موقع أرشيف الدراجات (الإنجليزية)
- لويس سيرا على موقع أوليمبيديا (الإنجليزية)